# بيرقدار تي بي 3
بيرقدار تي بي 3 هي طائرة تركية بدون طيار على ارتفاع متوسط تحت التطوير من قبل شركة بايكار، من المقرر القيام بأول رحلة للطائرة في عام 2022.